# V de Vendetta
V de Vendetta es una serie de diez comic books escritas por Alan Moore e ilustradas por David Lloyd. El argumento de la serie está situado en un futuro distópico de finales de la década de 1990 (la serie fue creada en los años 1980).
La historia está ambientada en Gran Bretaña durante un futuro distópico cercano y tras una guerra nuclear parcial, con gran parte del mundo destruido. En este futuro, un partido fascista ostenta el poder en el Reino Unido. Un misterioso revolucionario apodado "V", oculto tras una máscara de Guy Fawkes, empieza una elaborada y violenta campaña con el fin de derrocar el gobierno e incitar a la población a adoptar un modelo político-social diferente.
Aunque la serie originalmente fue ideada y publicada como una serie limitada de diez comic books, ha sido recopilada posteriormente como una novela gráfica de la cual se realizan nuevas ediciones en numerosos países.
La intertextualidad de la obra se comprueba en las numerosas referencias a todo tipo de títulos literarios, canciones o personajes históricos conocidos, tal y como demuestra James Keller. Sin embargo, es posible decir que V de Vendetta reúne múltiples elementos propios del género literario de la distopía.

## Antecedentes

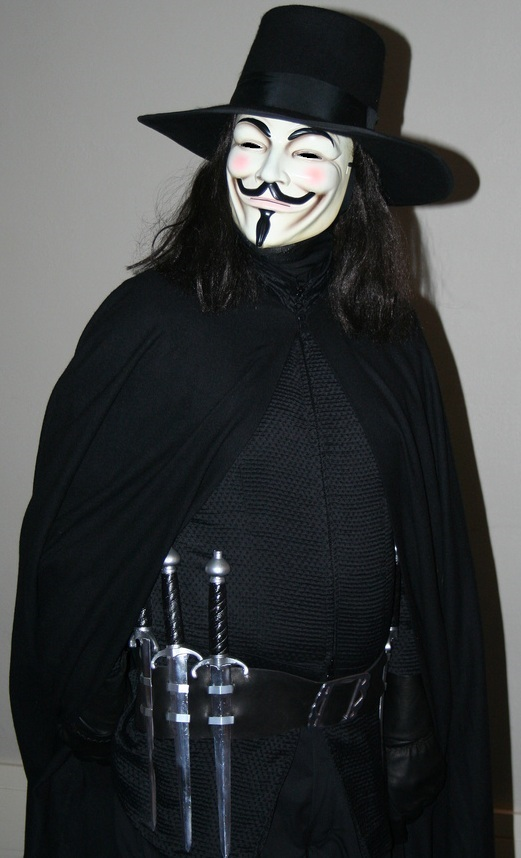
Cosplayer encarnando a V.

La idea original de V for Vendetta empezó en 1975 como una idea del guionista Alan Moore a la revista Hulk Weekly, en el cual un revolucionario, con su cara cubierta de maquillaje teatral, llamado "The Doll" ("El Muñeco"), se opone a un estado totalitario en los años 1980. La idea sin embargo fue rechazada por el director de la revista, pues era completamente contraria a los cómics populares de la época. Alan Moore, sin embargo, colaboró en el cómic Dr. Who Monthly.
Años después, en 1980, Hulk Weekly había desaparecido y Moore fue llamado por su amigo Dez Skinn para participar en una publicación llamada Warrior, para la cual reunió a otros artistas, entre ellos a David Lloyd, el cual era famoso por su serie de misterio Nightraven, que había caído con Hulk Weekly. A Lloyd se le pidió crear una nueva serie de misterio, para la cual se unió con Alan Moore, con quien ya había trabajado en Dr. Who Monthly.
Moore empezó a escribir sobre el mundo de Vendetta, una sociedad realista de pandillas en la década de 1930. Sin embargo, a Lloyd le desagradó esta idea, pues el realismo que Moore pretendía limitaría las concepciones que él quería para la nueva historieta. Entonces, concordaron en que el mundo de Vendetta sería un futuro cercano. Dez Skinn aprobó la idea.
Pretendiendo quebrar las tradiciones estadounidenses del cómic de su época, Moore y Lloyd concordaron que su cómic tomaría lugar en Inglaterra y, por sus creencias políticas similares, sumados al ambiente thatcherista contemporáneo, que la sociedad del cómic sería una distopía totalitaria, para darle al nuevo héroe un villano digno. Moore entonces recordó su idea de The Doll, y la consultó con Lloyd, pero The Doll era demasiado predecible, típica, y el mundo futurista en el cual tomaba lugar era más cibernético que fascista -todo lo que querían evitar. Ambos decidieron que desarrollarían algo nuevo.
Mientras tanto, Lloyd dibujó y creó una muestra corta de una tira cómica llamada Falconbridge para la revista Pssst, sobre una heroína libertaria llamada Evelina Falconbridge, la cual luchaba contra un régimen totalitario en busca de venganza. La historieta tenía un estilo artístico diferente a todo lo visto antes, pero era tan radical que Pssst la rechazó. Sin embargo, Lloyd se la mostró a Moore, el cual empezó a basar a V de Vendetta en un concepto similar, formando una lista de obras literarias y autores que quería emular, entre las cuales destacaban ¡Arrepiéntete, Arlequín!, dijo el señor Tic-tac, 1984, Fahrenheit 451 y Robin Hood.
Alan Moore empezó a formar el mundo de V for Vendetta, el cual tomaba lugar en 1997. Dado a lo que él consideraba una pésima administración del Partido Conservador, asumió que el Partido Laborista ganaría las elecciones futuras, se alzaría al poder, quitaría las armas nucleares estadounidenses del territorio inglés, y así evitaría que Inglaterra se involucrara en una guerra nuclear. Basado en esto, el futuro de V de Vendetta mostraba un mundo tras una guerra nuclear que había destruido a la mayor parte de Eurasia y Norteamérica, en el cual Inglaterra, aunque sobreviviente, estaba en un estado de caos, en el cual el régimen totalitario fácilmente pudo emerger.
El título de la historia no fue idea ni de Moore ni de Lloyd. Moore solo tenía títulos que él consideraba inútiles, pero fue un socio del editor Dez Skinn, Graham Marsh, el cual sugirió el V de Vendetta. David Lloyd entretanto tenía el concepto que el héroe se llamaría V, y que sería un policía que operaría clandestinamente desde su agencia para conspirar con el gobierno. Diseñó a un V con apariencia ninja, pero advirtió que era, nuevamente, demasiado tradicional.
Entonces, la idea del personaje completo de V surgió por parte de David Lloyd. Él pensó en darle a V la apariencia de un "Guy Fawkes resucitado", con una máscara de papel maché, sombrero cónico (incorporado posteriormente por Moore), y una capa oscura, dado que Guy Fawkes es uno de los personajes más famosos en Inglaterra. Además de otros conceptos sobre la apariencia y comportamiento de V (entre ellos, que nunca se revelaría su identidad) Lloyd también informó a Moore por carta en su idea de que en V for Vendetta no habría ni bocadillos de pensamientos ni de efectos sonoros. Aunque esto presentaba cierta dificultad para Moore, aceptó convencido del efecto positivo que tendría en el producto final.
En corto tiempo ya habían desarrollado al resto de los personajes, imitando a actores o inventados por el propio Lloyd, y tenían la intención de que V de Vendetta se dividiera en tres libros. Los primeros episodios de V de Vendetta fueron publicados en blanco y negro entre 1982 y 1985 en la Warrior siendo uno de los cómics más populares en dicha revista, y fue seleccionada para aparecer en su portada en varios números.
No obstante, Warrior fue cancelada en 1985, dejando un episodio ya completado sin publicar. Varias compañías trataron de convencer a Moore y Lloyd de dejarles publicar y completar la historia. Finalmente, en 1988 DC Comics publicó una serie de diez ejemplares, reimpresas a color, y finalmente continuó con la serie hasta completarlas. El primer material nuevo apareció en la séptima publicación que incluía el episodio sin publicar de Warrior. Tony Weare dibujó un capítulo extra (Vincent) y arte adicional para otros dos, Valerie y The Vacation. Steve Whitaker y Siobhan Dodds trabajaron como coloristas durante toda la serie.
La serie completa, incluyendo un ensayo sobre los orígenes de V de Vendetta llamado Behind the Painted Smile (Tras la Sonrisa Pintada) de Alan Moore, un prólogo de David Lloyd, y dos interludios, fueron publicados en formato de novela gráfica en Estados Unidos por Vertigo y en el Reino Unido por Titan Books.
En el texto abundan los juegos de palabras, especialmente con la letra V y por consiguiente al número 5, las alusiones literarias y, en los diálogos del protagonista en la versión original, el pentámetro yámbico (otra referencia al número V).

## Sinopsis

El símbolo usado por V está inspirado por el símbolo anarquista Ⓐ.

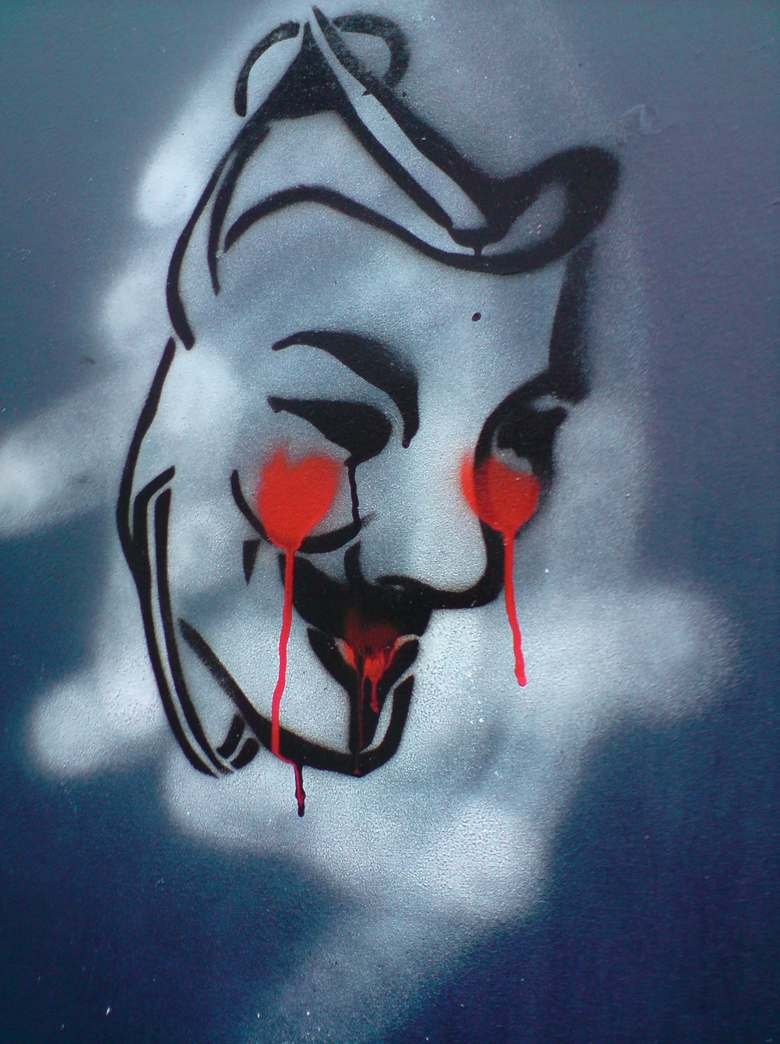
Grafiti de la máscara de V en el cómic

Tras una guerra nuclear a escala mundial, Inglaterra es gobernada por Fuego Nórdico y se sume en un régimen totalitario, que controla a la población mediante los métodos habituales (policial, propagandístico, etc.) y otros tecnológicos (cámaras, micrófonos, etc.). Sin embargo, un "terrorista" subversivo que se autodenomina V y que se oculta disfrazado de Guy Fawkes, no piensa permitir que ese régimen perdure mucho más. Al inicio de su campaña, V se encuentra con la joven Evey Hammond, la cual se convierte en su más fiel aliada contra Fuego Nórdico.
El tema principal de la historia es la batalla convulsiva entre la anarquía y el fascismo, además de una crítica total a la sociedad de control y al totalitarismo.
La historieta se divide en tres libros, y un interludio:
- Libro 1: Europe After the Reign (Europa Tras el Reinado)
  - Capítulo 1: The Villain (El Villano)
  - Capítulo 2: The Voice (La Voz)
  - Capítulo 3: Victims (Víctimas)
  - Capítulo 4: Vaudeville (Vaudeville)
  - Capítulo 5: Versions (Versiones)
  - Capítulo 6: The Vision (La Visión)
  - Capítulo 7: Virtue Victorious (La Virtud Victoriosa)
  - Capítulo 8: The Valley (El Valle)
  - Capítulo 9: Violence (La Violencia)
  - Capítulo 10: Venom (El Veneno)
  - Capítulo 11: The Vortex (El Vórtice)

- Libro 2: The Vicious Cabaret (El Cabaret del Vicio)
  - Preludio: This Vicious Cabaret (Este Cabaret del Vicio)
  - Capítulo 1: The Vanishing (La Desaparición)
  - Capítulo 2: The Veil (El Velo)
  - Capítulo 3: Video (Vídeo)
  - Capítulo 4: A Vocational Viewpoint (Un Punto de Vista Vocacional)
  - Capítulo 5: The Vacation (Vacaciones)
  - Capítulo 6: Variety (La Variedad)
  - Capítulo 7: Visitors (Los Visitantes)
  - Capítulo 8: Vengeance (La Venganza)
  - Capítulo 9: Vicissitude (Las Vicisitudes)
  - Capítulo 10: Vermin (La Virulencia)
  - Capítulo 11: Valerie
  - Capítulo 12: The Verdict (El Veredicto)
  - Capítulo 13: Values (Los Valores)
  - Capítulo 14: Vignettes (Las Viñetas)

- Interludio (Interludio)
  - Vertigo (El Vértigo)
  - Vincent

- Libro 3: The Land of Do-As-You-Please (La Tierra del Hacer Lo Que Te Plazca)
  - Prólogo
  - Capítulo 1: Vox Populi (La Voz del Pueblo)
  - Capítulo 2: Verwirrung (Confusión, en alemán)
  - Capítulo 3: Various Valentines (Varios Valentines)
  - Capítulo 4: Vestiges (Los Vestigios)
  - Capítulo 5: The Valediction (La Despedida)
  - Capítulo 6: Vectors (Los Vectores)
  - Capítulo 7: Vindication (La Vindicación)
  - Capítulo 8: Vultures (Los Buitres)
  - Capítulo 9: The Vigil (La Vigilia)
  - Capítulo 10: The Volcano (El Volcán)
  - Capítulo 11: Valhalla (Valhalla)

## Adaptaciones

### Música
David J de la banda Bauhaus, quien ya ha colaborado con Moore en otros proyectos, grabó una versión de la canción del libro 2, "Este Cabaret del Vicio", y otras piezas inspiradas en el cómic, las cuales aparecieron en un disco llamado V por Venganza. De acuerdo a David, Moore le propuso la idea de componer música para la letra de la historia, y a tan solo una hora de haberlas recibido, David ya había compuesto la música para todo el capítulo. El disco contiene solo un tema con letra (Este Cabaret del Vicio) y el resto es música instrumental. La lista de canciones inspiradas en V de Venganza' es:
- This Vicious Cabaret (Este Cabaret del Vicio)
- V's Theme (El Tema de V)
- Incidental (Incidencias)
- V's Theme (outro) (Tema de V - salida)

Otro grupo, de Rhode Island, llamado V4V (pronunciado V for V en inglés, una referencia al título del cómic) lanzaron dos discos, uno llamado "Behind this Mask" ("Detrás de la Máscara"), y otro, "Another Mask" ("Otra Máscara") en el 2001.
Adicionalmente, la banda Jocasta usó el diálogo de V en su canción, La Tierra del Hacer Lo Qué Te Plazca
En sus últimas tres giras (2015-2019) el músico español José Riaza usa la carta de Valerie como discurso generador de compasión y empatía. En 2019 lanza el álbum en vivo Retales de mis noches tristes, en este disco el artista declama la carta de Valerie en el primer y último track.

### Teatro
El 7 de diciembre del 2000, el grupo de teatro sueco Stockhomls Blodbad empezó una producción teatral de V de Vendetta, que incluía multimedia del cómic, llamada "Landet där Man Gör Som Man Vill", literalmente, La Tierra del Hacer Lo Qué Te Plazca. De ello se editó un CD con música titulado le Project.
La banda sonora de la obra fue compuesta, escrita y supervisada por Andreas Alfredsson y Alejandro Bernal, y aunque jamás fue lanzada en CD, el tema principal puede encontrarse en el sitio oficial de la adaptación teatral.
Otras adaptaciones del cómic han sido puestas en escena, por ejemplo la realizada en valenciano por el grupo "Taller de Teatre Total" para la Muestra de Teatro Juvenil de Torrente el 16 de junio de 1999.

### Película

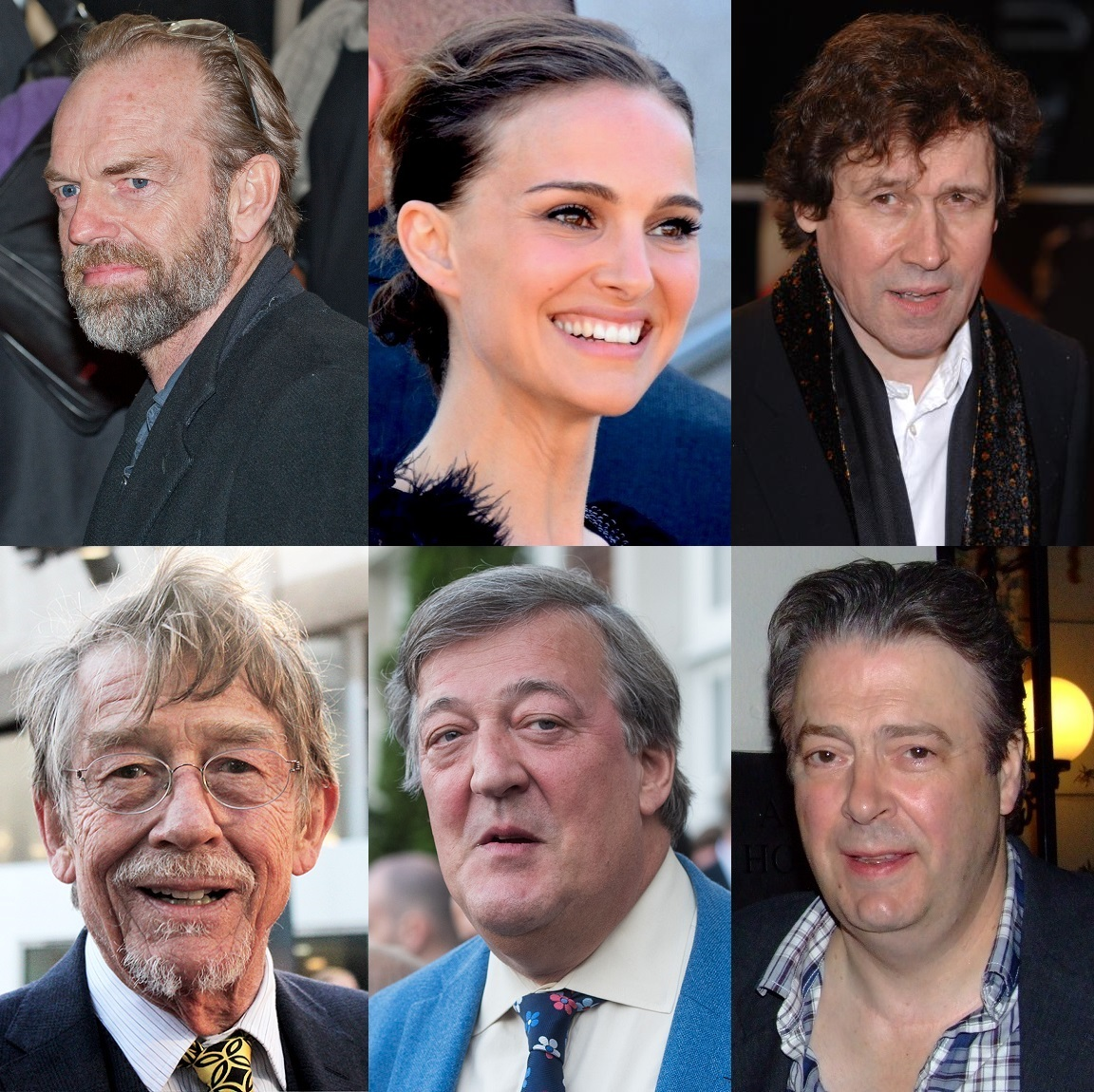
Reparto principal de V for Vendetta: Hugo Weaving, Natalie Portman, Stephen Rea, John Hurt, Stephen Fry y Roger Allam.

En 2006 las hermanas Wachowski produjeron y escribieron el guion para una adaptación cinematográfica, dirigida por James McTeigue, con Hugo Weaving como V y Natalie Portman como Evey Hammond. Dicha versión ha sido tanto criticada como alabada - por un lado, condensa y omite varias historias laterales del cómic, haciendo al líder de Fuego Nórdico un mal unidimensional en muchos aspectos. Tampoco se hace referencia directa a la ideología anarquista de V, lo cual ha provocado que el guionista Alan Moore se haya desmarcado completamente del proyecto.
Por otro lado, la adaptación ha sido bien recibida por muchos fanes, que no la consideran bastante fiel, sino más bien "actualizada", y mantiene una atmósfera similar a la del cómic. El creador e ilustrador David Lloyd, en contraste a Moore, ha apoyado completamente la adaptación, marcando que le apena separarse de Moore en el tema, tras haberse unido tanto en la creación del cómic.
Entre los cambios del cómic a la película, pueden marcarse la falta de referencias directas al anarquismo, la omisión de la historia sobre Rosemary Almond, una motivación diferente detrás del Campo Larkhill, cambios en los personajes de Evey Hammond y Gordon Dietrich, y un inicio y final diferente, siendo este final más conclusivo.

## Salón de la fama Prometheus
En 2006 la novela gráfica ganó el reconocido premio a las obras de ciencia ficción libertaria Prometheus Award, en la categoría Hall of Fame.